# 服部晃佳
服部 晃佳（はっとり あきか、1983年9月22日 - ）は、日本の元女子バレーボール選手。

## 来歴
三重県四日市市出身。高校は東京の名門八王子実践高校に進学、在学中の2000年には第31回春高バレーでは準優勝、2001年の同大会ではベスト4などを果たした。
2002年、日本女子体育大学に進学し、全日本インカレなどに出場した。卒業後は2006年にチャレンジリーグの柏エンゼルクロスに入部。3年間プレーした後、2009年に健祥会レッドハーツに移籍し、2シーズンプレーし一時は引退。
2011年9月にプレミアリーグのパイオニアレッドウィングスからのオファーがあり、チャレンジリーグ時代の仕事がメーンのスタイルからバレーに集中できる環境にひかれ、同年11月に入団。2011/12Vプレミアリーグの中盤戦から試合に出始め、2012年2月4日の対デンソー戦でスタメン出場した。その後、チームの中核として活躍している。
2013年4月に行われたVチャレンジマッチの上尾メディックス戦に勝利し、試合後には「緊迫した試合の経験を今後の糧にしないと頑張った意味がない」と振り返った。同年10月の第68回国民体育大会バレーボール競技では山形県12年ぶりの優勝に大きく貢献した。
2014年5月、レッドウィングスの廃部とともに現役引退。

## 所属チーム
- 八王子実践高校
- 日本女子体育大学（2002-2006年）
- 柏エンゼルクロス（2006-2009年）
- 健祥会レッドハーツ（2009-2011年）
- パイオニアレッドウィングス（2011-2014年）

## エピソード
- 武富士バンブー、上尾メディックスでプレーしていた服部安佑香は実妹である。
- ビーチバレー選手の宮川紗麻亜は八王子実践高、日本女子体育大学時代の同級生である。
- ニックネームのサナは大学時代の先輩に「魚が好き」と言ったらつけられた[2]。
- チャレンジリーグで長くプレーしていた経験を持ち、仕事がメーンで午前8時半から午後5時老人ホームで勤務していた[2]。

## プレースタイル
攻守に安定した活躍をみせるウィングスパイカーである。サーブレシーブしてから瞬時にスパイクの体勢に入り、スピードを生かした攻撃で得点を量産する。

## 個人成績
Vプレミアリーグレギュラーラウンドにおける個人成績は下記の通り。
| シーズン | 所属       | 出場 | 出場   | アタック | アタック | アタック | アタック | ブロック | ブロック | サーブ | サーブ | サーブ | サーブ | レセプション | レセプション | 総得点 | 備考 |
| -------- | ---------- | ---- | ------ | -------- | -------- | -------- | -------- | -------- | -------- | ------ | ------ | ------ | ------ | ------------ | ------------ | ------ | ---- |
| シーズン | 所属       | 試合 | セット | 打数     | 得点     | 決定率   | 効果率   | 決定     | /set     | 打数   | エース | 得点率 | 効果率 | 受数         | 成功率       | 総得点 | 備考 |
| 2011/12  | パイオニア | 21   | 53     | 268      | 81       | 30.2%    | %        | 5        | 0.09     | 145    | 3      | 2.07%  | 7.2%   | 374          | 55.1%        | 89     |      |
| 2012/13  | パイオニア | 28   | 66     | 548      | 183      | 33.4%    | %        | 15       | 0.23     | 169    | 2      | 1.18%  | 6.7%   | 413          | 60.0%        | 200    |      |
| 2013/14  | パイオニア | 28   | 79     | 389      | 116      | 29.8%    | %        | 12       | 0.15     | 156    | 1      | 0.64%  | 8.5%   | 377          | 53.1%        | 129    |      |
| 通算     | 通算       | 77   | 198    | 1205     | 380      | 31.5%    | %        | 32       | 0.16     | 470    | 6      | 1.28%  | 7.4%   | 1164         | 56.2%        | 418    |      |

※柏及び健祥会レッドハーツ在籍時のデータは、チャレンジリーグの為記載せず。